# 大梁门

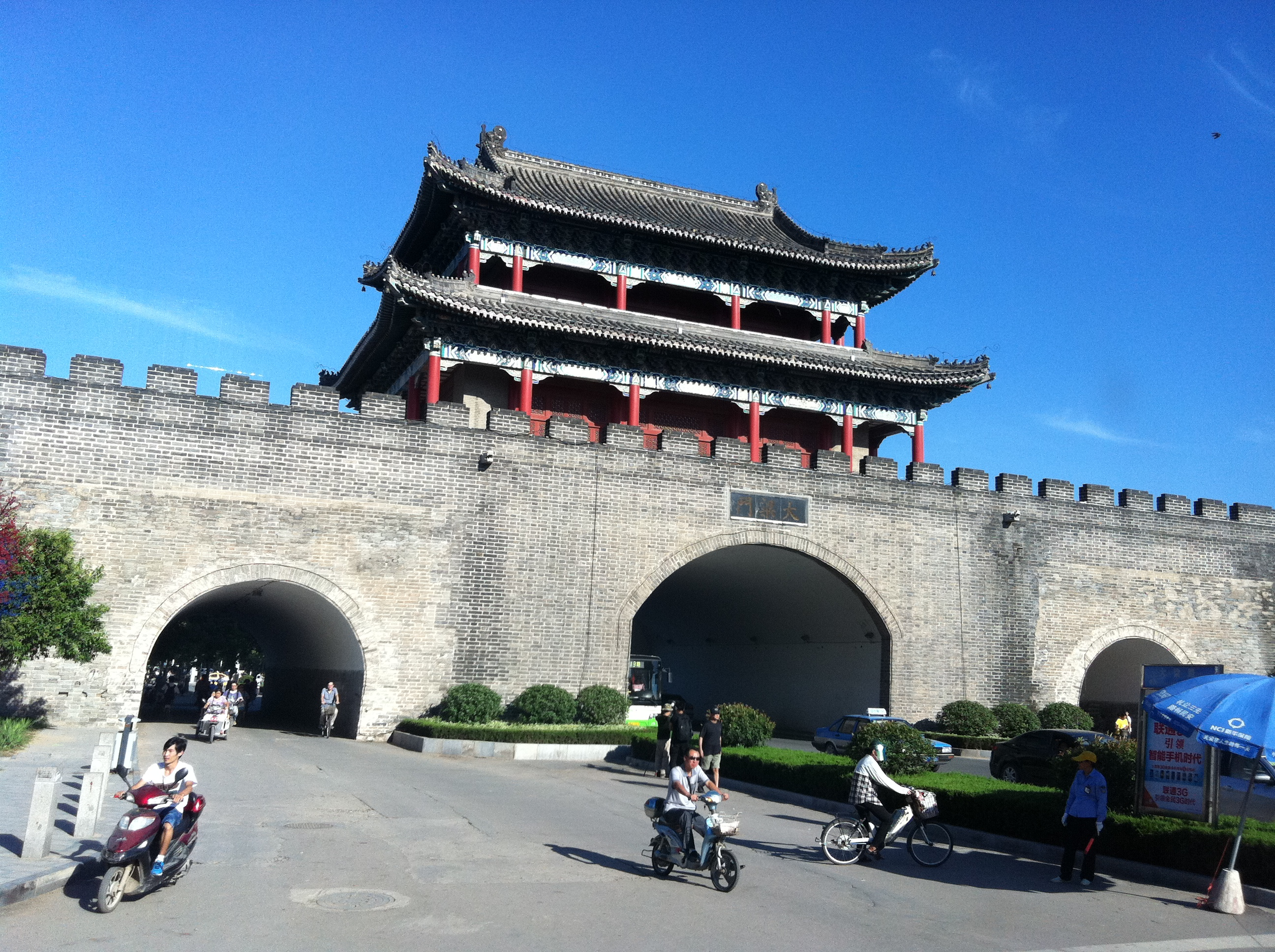
开封大梁门

大梁门，为开封城墙的西门。大梁门原已毁，后于1998年重建。
现大梁门为青砖结构，设有拱形门洞三个，城楼则为重檐歇山式，两层，高26.3米。

## 历史

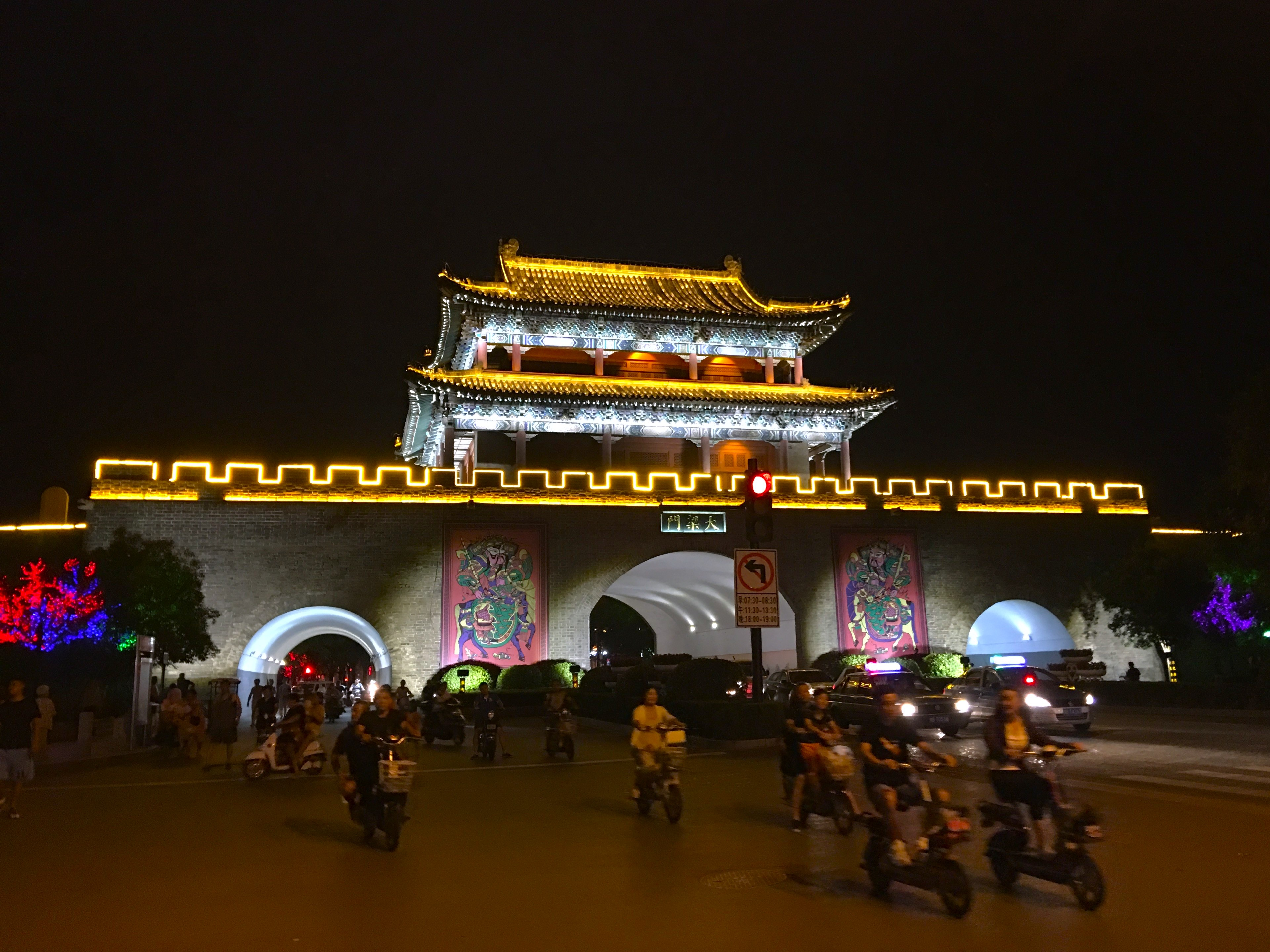
大梁门全景

唐建中二年(781年)，大梁门始建。五代时，后梁称乾象门，后晋称乾明门。宋初则称千秋门；太平兴国四年（979年）九月，更名为阊阖门。
明初，朱元璋升开封为北京，改西门为大梁门。
1998年，当地政府重建大梁门。